# دوزنده خالدار
دوزنده خالدار (نام علمی: Boyeria) نام یک سرده از تیره دوزندگان است.